# Hollola
Hollola, localidad finesa situada dentro de la región de Päijänne Tavastia. El pueblo, unilingüe en idioma finés, tiene una población de 21.800 habitantes en un área de 531,41 km² de los que 68,29 km² son agua, lo que da una densidad de población de 39,1 hab./ km².
La ciudad posee la torre de televisión más alta del país, Tiirismaa TV, y un centro de ocio, Messilä, donde se encuentra el lago Vesijärvi.

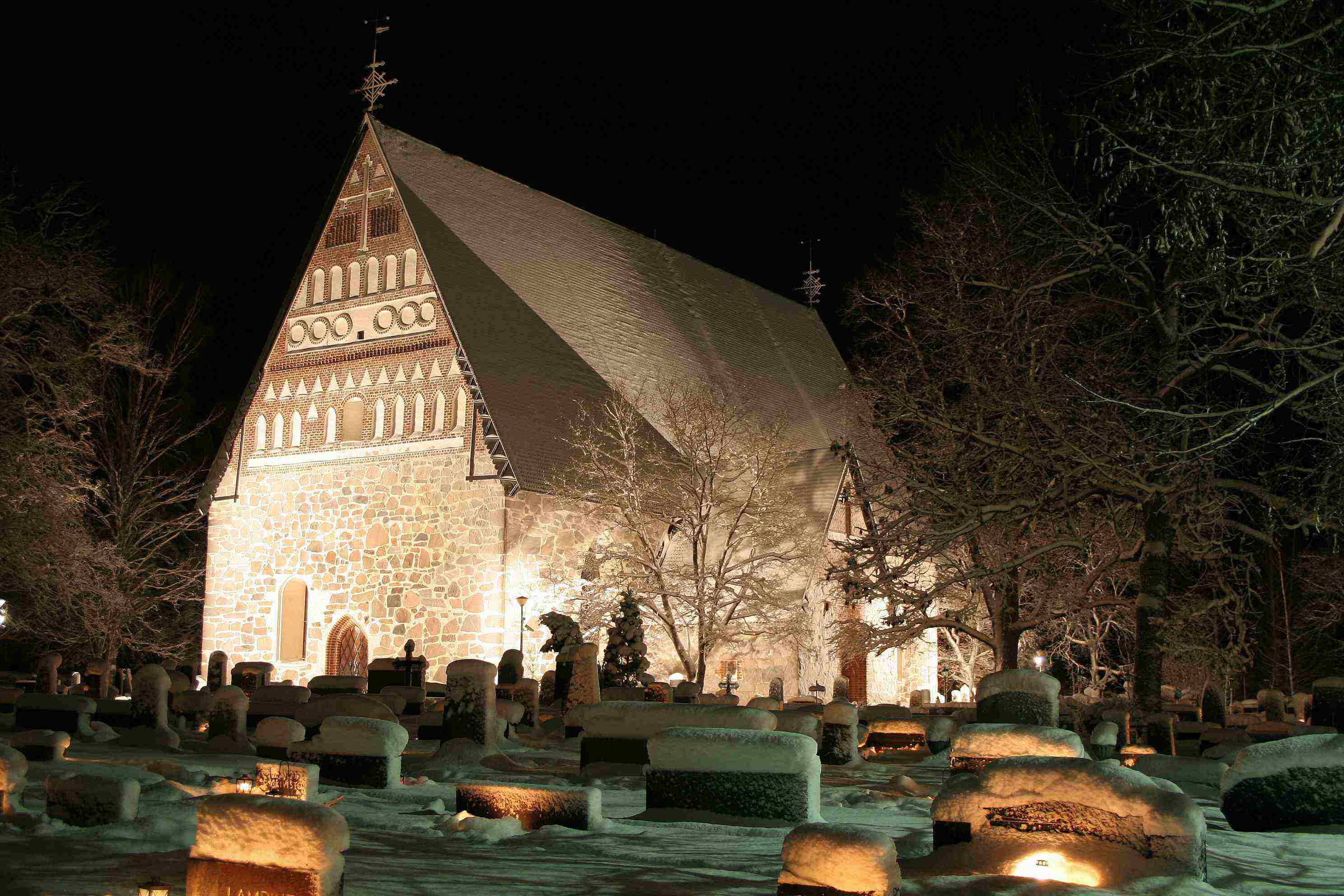
Catedral medieval de Hollola.

- Wikimedia Commons alberga una categoría multimedia sobre Hollola.

- Datos: Q990578
- Multimedia: Hollola / Q990578